# Stary cmentarz żydowski w Chojnicach
Stary cmentarz żydowski w Chojnicach – nieistniejący, założony w XVIII wieku kirkut znajdujący się w Chojnicach przy ul. Mickiewicza. Miał powierzchnię 0,5 ha. Po dewastacji w czasie II wojny światowej na jego terenie nie zachowały się żadne nagrobki.